# 懷特馬什島 (喬治亞州)
懷特馬什島（英語：Whitemarsh Island）是位於美國喬治亞州查塔姆縣的一個人口普查指定地區。

## 地理
懷特馬什島的座標為32°02′22″N 81°00′28″W / 32.03944°N 81.00778°W，而該地最高點為海拔高度4米（即13英尺）。

## 人口
根據2010年美國人口普查的數據，懷特馬什島的面積為17.20平方千米，當中陸地面積為14.60平方千米，而水域面積為2.60平方千米。當地共有人口6792人，而人口密度為每平方千米394人。